# Ubuntu Touch
Ubuntu Touch es un sistema operativo móvil basado en Linux desarrollado por la comunidad de UBPorts. Presentado el 2 de enero de 2013 al público mediante un anuncio en la web de Ubuntu, originalmente desarrollado por Canonical para desarrollar una interfaz que pueda utilizarse en ordenadores de sobremesa, portátiles, netbooks, tabletas y teléfonos inteligentes, aunque más tarde pasó a desarrollarse por UBports. Esta interfaz, Unity, se compone, a grandes rasgos, de un dock a la izquierda, una especie de panel en la parte superior y un sistema de búsqueda que emplea "lentes".
La empresa bq lanzó el Aquaris E4.5 Ubuntu Edition, el primer teléfono inteligente con Ubuntu Touch en febrero de 2015, con un precio aproximado de 170 euros. Por el momento no se pueden instalar apps como WhatsApp , pero sí otras como Spotify, Facebook y Twitter.

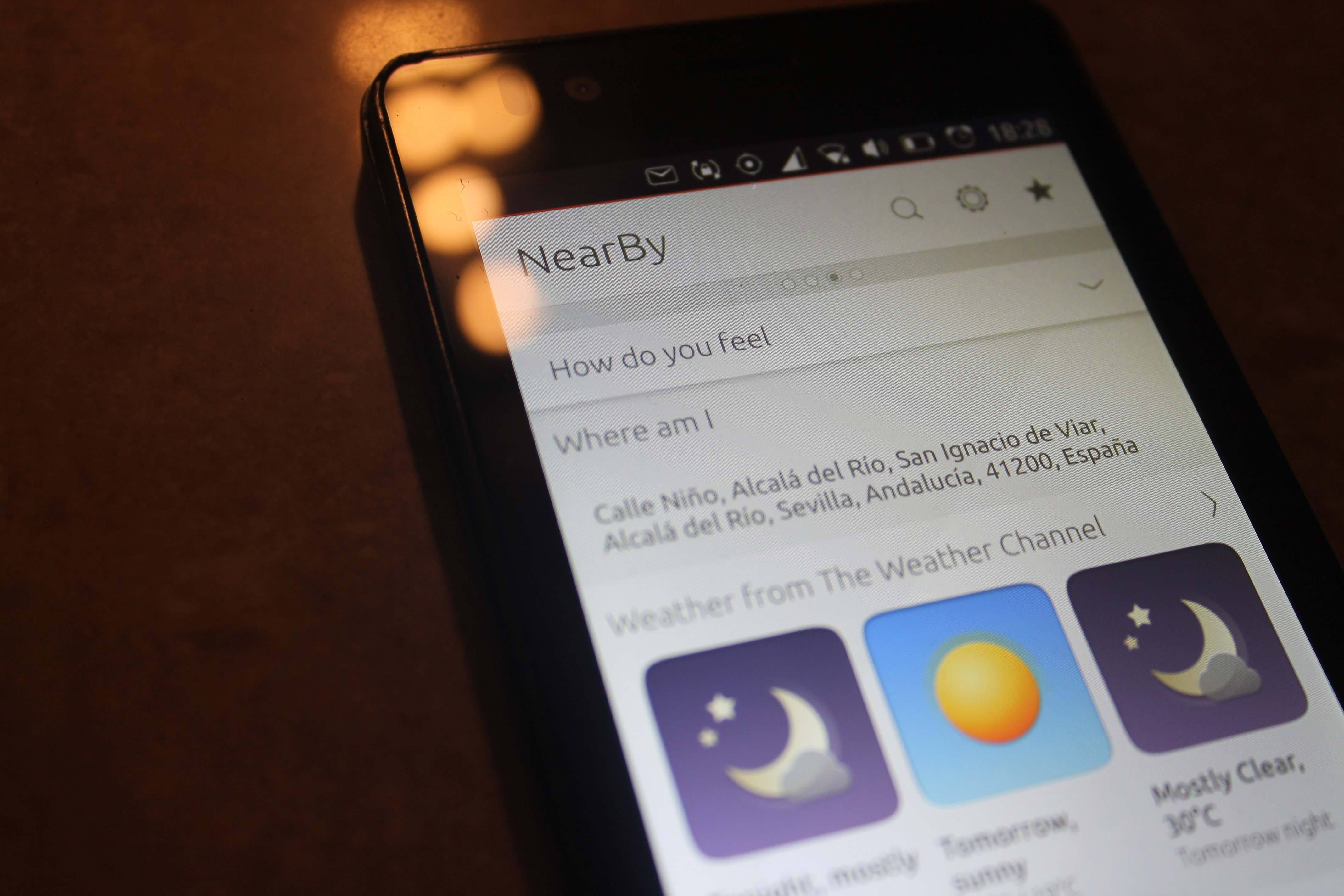
NearBy Scope en bq Aquaris E4.5 Ubuntu edition

## Historia
Ubuntu Touch se presentó públicamente el 2 de enero de 2013. Se trata del segundo proyecto de Canonical enfocado al desarrollo de plataformas para dispositivos móviles, tras sus experimentos con Ubuntu for Android, que fue presentado en el Mobile World Congress de 2013. Luego se realizan pruebas en el Galaxy Nexus de Google revelando un buen funcionamiento para los desarrolladores y se asientan las bases para continuar con su desarrollo y perfeccionamiento.
En 2015 compañías como la española Bq y la china Meizu pusieron a la venta terminales con Ubuntu Touch, los cuales son vendidos a través de sus respectivas páginas web.
En el año 2017 Canonical decidió dejar el desarrollo y soporte de Ubuntu Touch, que pasó a quedar en manos de la comunidad a través de UBPorts.

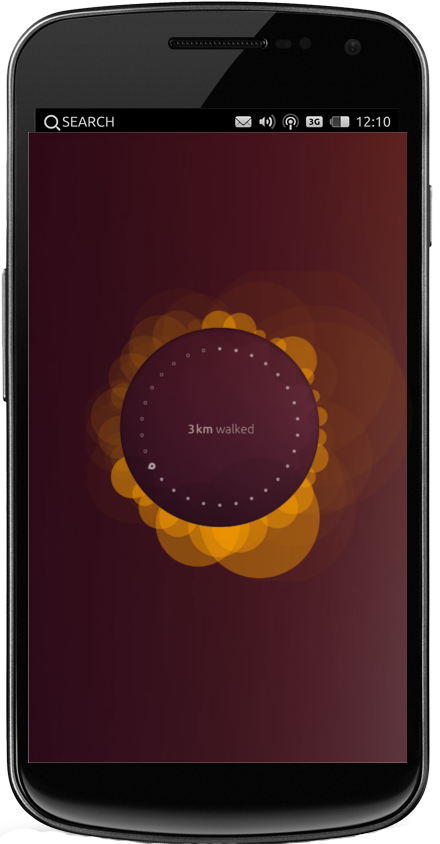
Pantalla de bienvenida de Ubuntu Touch funcionando en la versión 13.04 en el Galaxy Nexus.

## Características
Ubuntu Touch se caracteriza por ser un sistema diseñado para plataformas móviles. Ubuntu Touch utiliza el framework Qt 5 basado en la interfaz de usuario táctil y varios marcos de software desarrollados originalmente para Maemo y MeeGo como oFono. Además cuenta con un inicio de sesión único, utilizando libhybris, sistema que se usa con núcleos Linux utilizadas en Android, lo que hace que sea fácilmente portado a los últimos teléfonos inteligentes Android.
Ubuntu Touch utiliza las mismas tecnologías esenciales del Escritorio de Ubuntu, por lo que las aplicaciones diseñadas para esta plataforma pueden ser usada en ambas. Además, los componentes de escritorio de Ubuntu vienen con el sistema Ubuntu Touch, permitiendo que los dispositivos táctiles de Ubuntu puedan proporcionar una completa experiencia de escritorio cuando se conecta a un monitor externo. Los dispositivos táctiles de Ubuntu pueden estar equipados con una sesión completa de Ubuntu y pueden cambiar por completo el escritorio del sistema operativo cuando se conecta a una estación de acoplamiento. Si está conectado el dispositivo se pueden utilizar todas las características de Ubuntu y el usuario puede realizar trabajo de oficina o incluso jugar juegos en ARM mediante el dispositivo.
Algunas de sus características más destacadas son:
- Pantalla de inicio sin sistema de bloqueo/desbloqueo (que funciona con un nuevo sistema de gestos y se aprovecha para mostrar notificaciones).
- Ubuntu Touch incluye como aplicaciones centrales de medios sociales y medios de comunicación (por ejemplo, aplicaciones de Facebook, YouTube, y un lector de RSS ). Las aplicaciones estándar, tales como una calculadora, un cliente de correo electrónico, un despertador, un gestor de archivos, e incluso un terminal están incluidos también. En este momento doce o más aplicaciones principales se están desarrollando.
- Integración con Ubuntu One.

## Usos y dispositivos
La versión actual de Ubuntu Touch requiere, en su versión mínima, un procesador ARM Arquitectura ARM#Familias, entre 512MB y 1GB de memoria RAM, y unos 4GB de memoria persistente (memoria flash).
| Criterios                           | Para teléfono inteligente de gama media | Para teléfono inteligente de gama alta       |
| ----------------------------------- | --------------------------------------- | -------------------------------------------- |
| Arquitectura del procesador         | ARM Cortex-A9                           | ARM Cortex-A9 o Intel Atom de cuatro núcleos |
| Memoria                             | 512 MB – 1 GB                           | Mín 1 GB                                     |
| Almacenamiento flash                | 4-8 GB eMMC + SD                        | Mín 32 GB eMMC + SD                          |
| Pantalla multitáctil                | Sí                                      | Sí                                           |
| Convergencia de escritorio completo | No                                      | Sí                                           |

|                                     | Ubuntu Touch - tableta gama media | Ubuntu Touch - tableta gama alta              |
| ----------------------------------- | --------------------------------- | --------------------------------------------- |
| Arquitectura del procesador         | ARM Cortex-A15 de doble núcleo    | ARM Cortex-A15 or Intel x86 de cuatro núcleos |
| Memoria                             | 2 GB                              | 4 GB                                          |
| Almacenamiento flash                | 8 GB mínimo                       | 8 GB mínimo                                   |
| Tamaño de Pantalla                  | 7-10 pulgadas                     | 10-12 pulgadas                                |
| Pantalla multitáctil                | 4 dedos                           | 4-10 dedos                                    |
| Convergencia de escritorio completo | no                                | Sí                                            |

## Diseño y desarrollo
Los usuarios pueden acceder a todo el sistema deslizando el dedo desde los bordes de la pantalla. El borde izquierdo permite el acceso instantáneo a las aplicaciones del lanzador, y deslizar al lado derecho revela el inicio, que muestra las aplicaciones, archivos y contactos. Este menú está disponible desde la pantalla de inicio y desde cualquier aplicación en ejecución. Posee también la opción de multitarea, a la que se accede deslizando el dedo desde el borde derecho de la pantalla hacia la izquierda, con lo que se puede acceder a las otras aplicaciones. Usando el lanzador en el lado izquierdo cambia de nuevo y puede volver a lo que estaba haciendo. Al deslizar desde abajo hacia arriba se muestra u oculta la barra de herramientas, lo que da a Ubuntu Phone la capacidad de ejecutar aplicaciones con gran facilidad.

## Aplicaciones
Las aplicaciones para este sistema operativo pueden ser programadas en varios lenguajes, tales como C++, QML, o HTML5.

## Mercadotecnia
El día 2 de enero de 2013 Canonical publicó un vídeo en el que Mark Shuttleworth anunciaba Ubuntu Touch como nuevo sistema operativo móvil, y durante el lanzamiento del producto también se dio una videoconferencia a través de Google Hangouts en la que participó Jono Bacon en su papel de gestor líder de comunidades (Leading Community Manager) de Canonical. Ltd.

## Dispositivo
BQ Aquaris E4.5 Ubuntu Edition
BQ Aquaris E5 Ubuntu Edition
BQ Aquaris M10 Ubuntu Edition
Meizu MX4 Ubuntu Edition
Meizu Pro 5 Ubuntu Edition